# Felsődetrehem
Felsődetrehem (románul Tritenii de Sus, régebb Tritiul de Sus) település Romániában, Kolozs megyében.

## Fekvése
Kolozs megye déli részén, Kolozsvártól délkeletre, Tordától keletre, Alsódetrehem, Kincstáritelep, Mezőbő és Mezőkók közt fekvő település.

## Története

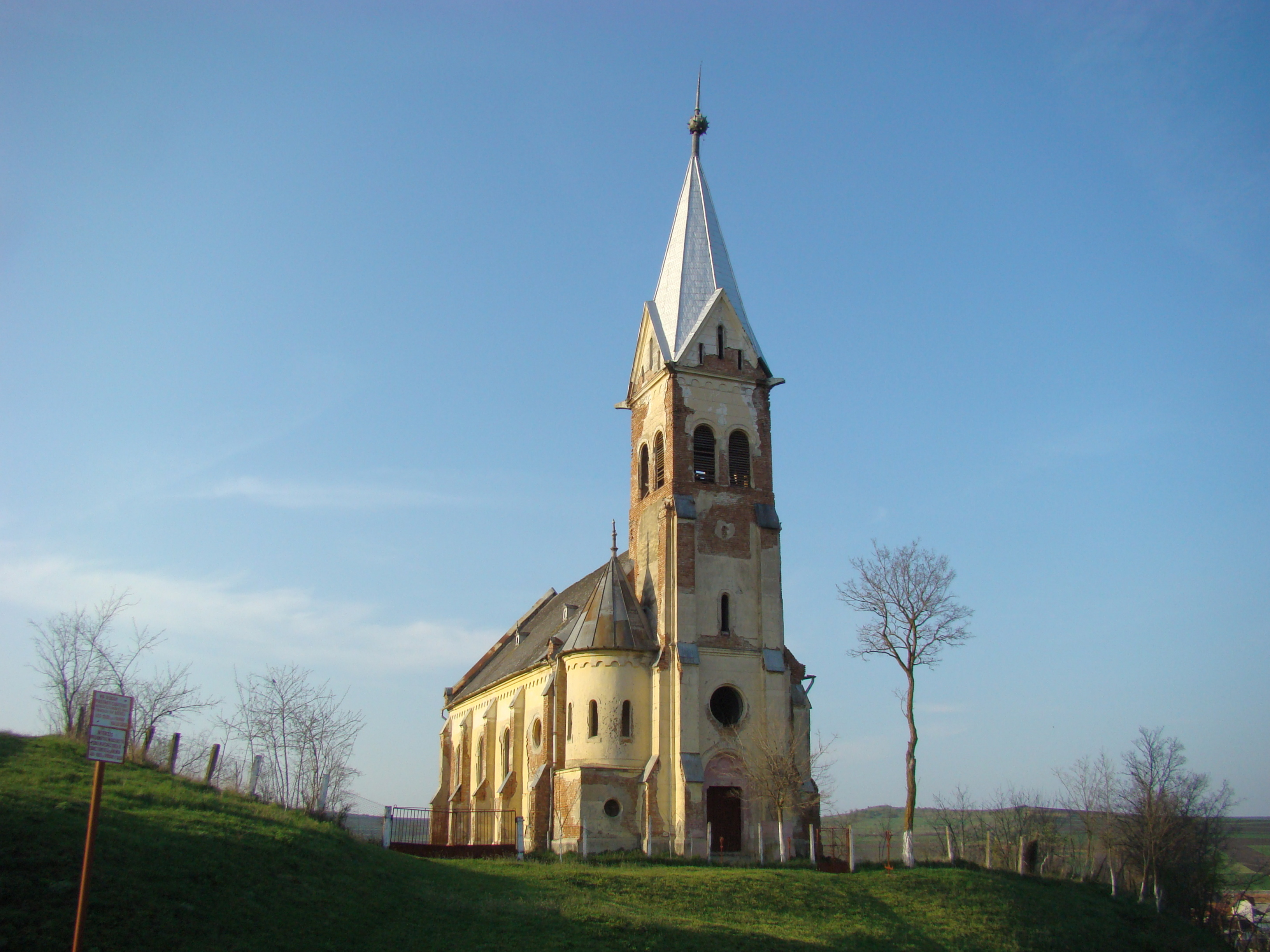
A református templom.

1332-ben a pápai tizedjegyzékben Tetruch néven fordul elő. Középkori katolikus lakói a reformáció idején felvették az unitárius vallást, majd I. Rákóczi György erdélyi fejedelem uralkodása alatt áttérnek a református hitre.
A települést a 17. század közepén a tatárok elpusztították, később főként románokkal települt újra.
A trianoni békeszerződésig Torda-Aranyos vármegye Tordai járásához tartozott, ezt követően Romániához került.
Az 1950-es években kivált belőle a többségében magyar lakosságú Kincstáritelep.

## Lakossága
1910-ben 1051 lakosából 611 román, 382 magyar, 58 cigány volt.
2002-ben 1159 lakosából 1079 román, 51 magyar és 29 cigány volt.